# Потапов, Иннокентий Афанасьевич
Иннокентий Афанасьевич Потапов (7 июля 1932 года, с. Арылах (Чурапчинский улус), Чурапчинский улус, Якутская АССР, СССР — 9 ноября 2005 года, Якутск, Республика Саха (Якутия), Россия) — советский и российский искусствовед, член-корреспондент Академии художеств СССР (1990).

## Биография
Родился 7 июля 1932 года в с. Арылах Чурапчинского района Якутской АССР, жил и работал в Якутске.
В 1951 году — окончил Якутское художественное училище, в 1956 году — окончил Институт живописи, скульптуры и архитектуры имени И. Е. Репина (ИЖСА), в 1959 году — аспирантуру НИИ теории и истории изобразительных искусств Академии художеств СССР.
С 1960 по 1964 годы — искусствовед отдела выставок Дирекции художественных выставок и панорам Министерства культуры СССР в Москве.
С 1961 года — член Союза художников Якутской АССР, с 1964 по 1968 годы — председатель правления.
В 1962 году — защитил кандидатскую диссертацию.
С 1964 по 2001 годы — работает в Институте языка, литературы и истории Якутского филиал Сибирского отделения Академии наук СССР: научный сотрудник, заведующий сектором искусствоведения (с 1972 года), заведующий сектором литературы и искусства (1991-95), руководитель отдела искусствоведения (1995—2001).
С 1968 по 1973 и с 1979 по 1990 годы — член творческих комиссий по искусствоведению и критике Союзов художников СССР и РСФСР.
С 1967 по 1972 годы — член комиссии по Государственным премиям РСФСР.
С 1995 года — ведущий научный сотрудник Института гуманитарных исследований.
С 1994 по 1998 годы — директор, и. о. профессора Якутского филиала Красноярского государственного художественного института.
В 1990 году — избран членом-корреспондентом Российской академии художеств от Отделения Урала, Сибири, Дальнего Востока.
В 1996 году — избран действительным членом Академии духовности Республики Саха.
Иннокентий Афанасьевич Потапов умер 9 ноября 2005 года в Якутске.

## Научная деятельность

Герб Республики Саха

Среди работ: «Изобразительное искусство советской Якутии» (М.,1960), «Якутские графики» (альбом, Якутск, 1967), «А. Мунхалов» (Якутск, 1969), «А. П. Мунхалов» (Л.,1971) «Возмужание. Художники Якутии сегодня» (Якутск, 1972) «Якутская народная резьба по дереву» (Якутск, 1972), «Первые художники советской Якутии. Из истории становления якутского изобразительного искусства» (Якутск, 1979), «Валериан Васильев» (Л., 1979), «Художники Якутии» (Л., 1983), «Ступени творческого роста» (Якутск, 1984), «Художники Якутии. Члены Союза художников СССР» (Якутск, 1984, совм. с З. И. Ивановой), «Афанасий Осипов» (М., 1998), «Анна Зверева» (С-Пб., 2000, совм. с Д. Н. Зверевой), «М. П. Романов» (Якутск,2003).
Совместно с А. Н. Осиповым, В. С. Парниковым, В. Н. Игнатьевым является соавтором Герба Республики Саха, утвержденного в 1992 году.

## Награды
- Заслуженный деятель искусств РСФСР (1968)
- Государственная премия Якутской АССР имени П. А. Ойунского в области литературы, искусства и архитектуры (1984) — за книги «Ступени творческого роста» и «Художники Якутии»